# Boys (Britney Spears-dal)
A "Boys" Britney Spears amerikai énekesnő egyik dala a Britney című albumáról. 2002. július 29-én jelent meg kislemez formájában. A dalnak két változata is van, az album verziós, illetve a "The Co-Ed Remix". Ezek közül az utóbbi jelent meg kislemezként. A dal az Austin Powers – Aranyszerszám című film egyik betétdala is lett. A "The Co-Ed Remix" változatában közreműködik Pharrell Williams.
A dal sikeres volt Európában és Ausztráliában, ezzel ellentétben az Egyesült Államokban csak mérsékelt sikereket ért el.
A dal videóklipjét  Dave Meyers rendezte. A klipben megjelenik Mike Myers, mint Austin Powers. A videóban Britny először női táncosaival táncol, majd egy medencéhez megy, ahol elkezd szemezni egy fiúval. Ezután Pharell látható, aki a bárban van egy nővel, majd Britney odamegy hozzá. Ekkor jelenik meg Mike Myers Austin Powersként. Több színész is rövid ideig látható a klipben (Jason Priestley, Justin Bruening és Taye Diggs). A klip 2003-ban jelölést kapott az MTV Video Music Awards-on "Best Video from a Film" kategóriában, de Eminem nyerte meg.
Britney már számtalanszor előadta a dalt. A "Dream Within a Dream" turnén lépett fel vele először. A számot előadta a Saturday Night Live-ban 2002 február 2-án, majd az NBA All Star Game-n  2002 február 10-én. 2003 novemberében a Britney Spears: In the Zone különkiadásban is felcsendült a dal.  2004-ben a Onyx Hotel Tour dallistáján helyet kapott, majd 2009-ben Circus turnén, 2011-ben a Femme Fatale turnéján, 2013-tól pedig a Britney: Piece of Me showján is előadta a dalt.

## Slágerlistás helyezések és minősítések
| Slágerlista (2002)                          | Legmagasabb helyezés |
| ------------------------------------------- | -------------------- |
| Ausztrália (ARIA)                           | 14                   |
| Ausztria (Ö3 Austria Top 40)                | 18                   |
| Belgium (Ultratop 50 Flanders)              | 7                    |
| Belgium (Ultratop 50 Wallonia)              | 10                   |
| Kanada (Canadian Hot 100)                   | 21                   |
| Dánia (Tracklisten Top 40)                  | 14                   |
| Franciaország (Single Top 100)              | 55                   |
| Németország (Media Control Charts)          | 19                   |
| Írország (IRMA)                             | 10                   |
| Japan (Oricon)                              | 63                   |
| Hollandia (Top 40)                          | 14                   |
| Új-Zéland (Recorded Music NZ)               | 39                   |
| Skócia (Scottish Singles Top 40)            | 7                    |
| Spanyolország (PROMUSICAE)                  | 16                   |
| Svédország (Sverigetopplistan)              | 11                   |
| Svájc (Schweizer Hitparade)                 | 20                   |
| Egyesült Királyság (UK Singles Chart)       | 7                    |
| US Billboard Bubbling Under Hot 100 Singles | 22                   |
| US Mainstream Top 40 (Billboard)            | 32                   |

| Slágerlista (2002)               | Legmagasabb helyezés |
| -------------------------------- | -------------------- |
| Belgian Singles Chart (Flanders) | 73                   |
| Belgian Singles Chart (Wallonia) | 76                   |
| UK Singles Chart                 | 141                  |

| Ország            | Minősítés | Eladás |
| ----------------- | --------- | ------ |
| Ausztrália (ARIA) | Arany     | 35,000 |